# Anna Steinerová
Anna Steinerová (rozená Pávová, později Hovorková, 1871 Benešov – 22. ledna 1921 Amsterdam) byla česká dělnice, socialistka, spolková činovnice, politička, pacifistka, novinářka, aktivistka, sufražetka a feministka, manželka odboráře, politika, 3. předsedy České strany sociálně demokratické-dělnické a poslance Říšské rady Josefa Steinera. Byla členkou socialistického a dělnického hnutí, a aktivně se s projevy zúčastňovala veřejných shromáždění a dělnických stávek.

## Život

### Mládí
Narodila se v Benešově ve skromných poměrech. Nuzné podmínky dělníků během probíhající průmyslové revoluce v ní vzbudily zájem o myšlenky socialismu a dělnického hnutí, tedy v Rakousku-Uhersku postihovanými ideologiemi. Posléze pracovala v Praze jako prodavačka v obchodě. V Praze se seznámila a posléze i provdala za novináře a politika Josefa Steinera z Prahy, zakládajícího člena a pozdějšího předsedu České strany sociálně demokratické-dělnické. Společně se pak přestěhovali na Kladno, města s rozsáhlou černouhelnou těžbou a velkou dělnickou komunitou.

### Socialistické hnutí
V socialistických dělnických spolcích se angažovala nejpozději od 90. let 19. století, přispívala do dělnických periodik a spolupořádala schůze a přednášky tykající se rovného postavení žen ve společnosti: udělení volebního práva, přístupu ke vzděláni či rovným pracovním podmínkám. Politicky se zpočátku, stejně jako její manžel, delegát III. sjezdu Druhé internacionály, profilovala jako internacionální socialistka. V Praze se pravidelně podílela na oslavách a demonstracích během Svátku práce 1. května. V letech 1897–1901 vykonával Steiner funkci poslance Říšské rady, v letech 1893–1905 pak působil jako předseda sociální demokracie, v době jeho parlamentního působení žila rodina ve Vídni. Steinerová pak působila jako jedna z nejaktivnějších českých žen v sociálně demokratickém a levicovém hnutí, spolu například s pozdější poslankyní Karlou Máchovou. Mj. byla členkou Všeobecného spolku dělnic Pokrok v Mostě. Spolu s manželem také čelila kritice a útokům od jejich politických oponentů.
Sama byla členkou strany, aktivně se účastnila shromáždění s tematickými projevy. Rovněž byla přítomna na dělnických či hornických stávkách. Připomínána je její účast při shromážděních během rozsáhlé hornické stávky roku 1900 na Kladně, původně započaté v důlním revíru v Ostravě. I přes své onemocnění revmatismem a nepřízeň mrazivého počasí přednesla proslov. Od roku 1905 žila rodina na Kladně, kde Steiner působil jako tajemník městského Odborového sdružení českoslovanského, později v Praze. Steinerovi se společně s českou delegací zúčastnili Mezinárodního socialistického sjezdu v dánské Kodani roku 1910.

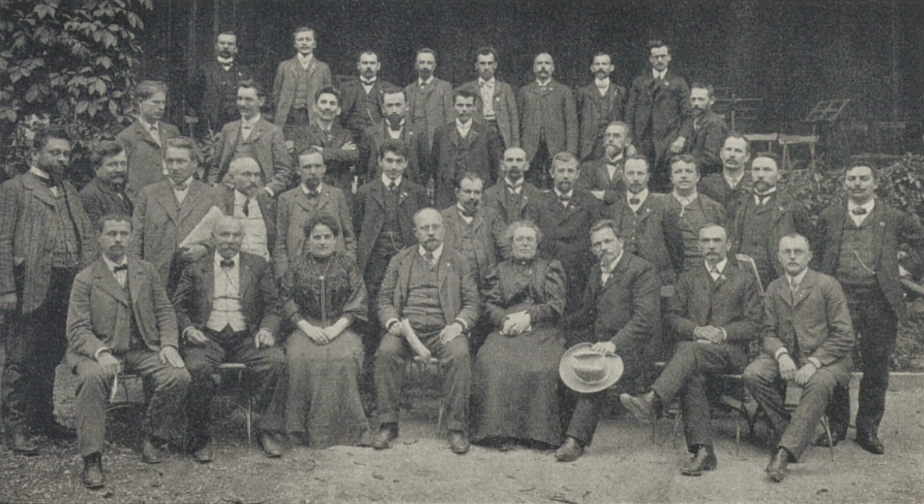
Mezinárodní sjezd socialistů v Kodani, 1910 (Steinerová sedící vlevo)

V témže roce Josef Steiner duševně onemocněl a posléze pak roku 1912 zemřel v ústavu pro choromyslné v Praze-Kateřinkách. Pár let po jeho smrti se Steinerová, nejspíše též s vidinou volnějšího společenského prostředí, přestěhovala do Nizozemí, kde se v Amsterdamu provdala za českého krejčího Hovorku.

### Úmrtí
Anna Steinerová zemřela 22. ledna 1921 v Amsterdamu ve věku 49 nebo 50 let. Na jejím zdravotním stavu se podepsalo revma a tehdejší dělnické životní podmínky. Pohřbena byla v Amsterdamu.